# Energy (Illinois)
Energy – wieś w Stanach Zjednoczonych, w stanie Illinois, w hrabstwie Williamson.